# Municipio de Dahlen
El municipio de Dahlen (en inglés: Dahlen Township) es un municipio ubicado en el condado de Nelson en el estado estadounidense de Dakota del Norte. En el año 2010 tenía una población de 68 habitantes y una densidad poblacional de 0,73 personas por km².

## Geografía
El municipio de Dahlen se encuentra ubicado en las coordenadas 48°8′55″N 97°57′26″O / 48.14861, -97.95722. Según la Oficina del Censo de los Estados Unidos, el municipio tiene una superficie total de 93.13 km², de la cual 92,49 km² corresponden a tierra firme y (0,69 %) 0,64 km² es agua.

## Demografía
Según el censo de 2010, había 68 personas residiendo en el municipio de Dahlen. La densidad de población era de 0,73 hab./km². De los 68 habitantes, el municipio de Dahlen estaba compuesto por el 98,53 % blancos, el 1,47 % eran afroamericanos. Del total de la población el 1,47 % eran hispanos o latinos de cualquier raza.